# Đorđe Balašević
Đorđe Balašević (ur. 11 maja 1953 w Nowym Sadzie, zm. 19 lutego 2021 tamże) – jugosłowiański i serbski piosenkarz, muzyk, kompozytor, poeta, autor tekstów i aktor.

## Życiorys

### Pochodzenie i wykształcenie
Był synem Serba Jovana Balaševicia i Veroniki Dolenec (pochodzenia chorwacko-węgierskiego). Po ukończeniu trzech klas szkoły średniej przerwał naukę. Po kilku latach uzupełnił średnie wykształcenie i podjął studia z zakresu geografii. Studiów nie ukończył.

### Początki kariery muzycznej
Pierwsze utwory poetyckie pisał już w szkole podstawowej. W 1977 przyłączył się do zespołu Žetva, założonego przez kolegów licealnych, z którym nagrał swój pierwszy przebój – tango U razdeljak te ljubim. Singiel z utworem sprzedano w nakładzie 180 tys. egzemplarzy. W 1978 opuścił zespół i wspólnie z Vericą Todorović założył Rani mraz. W tym samym roku zespół zadebiutował na festiwalu w Opatii, śpiewając utwór Moja prva ljubav (Moja pierwsza miłość). Do zespołu dołączyło dwoje muzyków zespołu Suncokret: Biljana Krstić i Bora Đorđević. W pełnym składzie zespół nagrał piosenkę Računajte na nas (Liczcie na nas), która zyskała aprobatę władz partyjnych, stając się hymnem młodzieży jugosłowiańskiej. Verica Todorović i Bora Đorđević wkrótce opuścili zespół (Đorđević założył własny zespół Riblja čorba). Z pomocą muzyków studyjnych Balašević i Biljana Krstić nagrali pierwszy album zespołu Mojoj mami umesto maturske slike u izlogu. Na festiwalu muzycznym w Splicie w 1979 Balašević otrzymał pierwszą nagrodę za piosenkę Panonski mornar (Panoński marynarz).
W 1980 artysta został powołany do odbycia służby wojskowej, którą odbywał w Zagrzebiu i w Požarevacu. W tym czasie nadal pisał piosenki dla Zdravko Čolicia, wystąpił także w programie telewizyjnym Vojnici (Żołnierze). W 1980 zespół Rani mraz nagrał swój drugi i ostatni album – Odlazi cirkus (Cyrk odjeżdża). Na płycie znalazł się jeden z najbardziej znanych utworów Balaševicia – Priča o Vasi Ladačkom (Opowieść o Vasi Ladačkim). Wkrótce po wydaniu płyty zespół zakończył swoją działalność.

### Kariera solowa
Jako solista Balašević zadebiutował w 1982 albumem Pub, na którym znalazły się takie utwory, jak Boža zvani Pub i Pesma o jednom petlu. Trasa koncertowa w zimie 1982/1983 zakończyła się pierwszym koncertem artysty w prestiżowym Sava Center w Belgradzie. Sukces albumu sprawił, że Balašević wystąpił w serialu telewizyjnym Pop Ćira i pop Spira, zrealizowanym na podstawie powieści Stevana Sremaca, pod tym samym tytułem.
W grudniu 1983 ukazał się drugi album solowy Celovečernji The Kid, z utworami Svirajte mi „Jesen stiže dunjo moja” i Neko to od gore vidi sve. Trzeci album 003 ukazał się w 1985 i zawierał przeboje: Slovenska i Al' se nekad dobro jelo. W 1986 Balašević rozpoczął współpracę z grupą muzyków, z którymi zrealizował kolejny album Bezdan, i z którymi współpracował przez kilka kolejnych lat.
Pierwszy album live artysty ukazał się w 1987 i nosił tytuł U tvojim molitvama – Balade. Nagrywano go w czasie koncertów w Belgradzie, Sarajewie, Zagrzebiu i Nowym Sadzie. Na płycie znalazł się antywojenny utwór Samo da rata ne bude, nagrany z chórem dziecięcym.
Pod koniec lat 80. artysta zaczął krytykować narastające w społeczeństwie jugosłowiańskim tendencje nacjonalistyczne. W 1988 ukazał się kolejny album studyjny Panta Rei, na którym znalazł się utwór Requiem, dedykowany Josipowi Broz Ticie, a także Soliter, przedstawiający w satyrycznym świetle państwo jugosłowiańskie lat 80.
W początkach lat 90. Balašević współpracował z gitarzystą Davorem Rodikiem, perkusistą Nenadem Jazunoviciem i skrzypkiem Josipem Kiki Kovačem. Wspólnie z nimi nagrał takie utwory jak Nevernik i Ringišpil, które znalazły się na wydanej w 1991 płycie Marim ja... Po wybuchu wojny w Jugosławii artysta musiał przerwać współpracę ze swoimi producentami i znalazł się w izolacji z powodu antywojennych poglądów. Pełnił funkcję Ambasadora Dobrej Woli Komisarza ONZ d.s. uchodźców.
W nagraniu kolejnego albumu Jedan od onih života, który ukazał się w 1993 towarzyszył mu nowy zespół muzyków: pianista Aleksandar Dujin, gitarzyści: Dušan Bezuha i Aleksandar Kravić, perkusista Dragoljub Đuričić oraz Đorđe Petrović i Josip Kovač. Utwory Krivi smo mi (To nasza wina) i Čovek sa mesecom u očima (Człowiek z księżycem w oczach) poddawały krytyce toczącą się nadal wojnę. Balašević coraz częściej krytykował na koncertach politykę Slobodana Miloševicia.
Po podpisaniu porozumienia w Dayton i zakończeniu wojny, w 1998 artysta przyjechał do Sarajewa, a jego koncert w przepełnionej sali Skenderija spotkał się z entuzjastycznym przyjęciem mieszkańców miasta. W grudniu 1996 nagrał koncert w Mariborze, który ukazał się na albumie Da l' je sve bilo samo fol? wydanym w następnym roku.

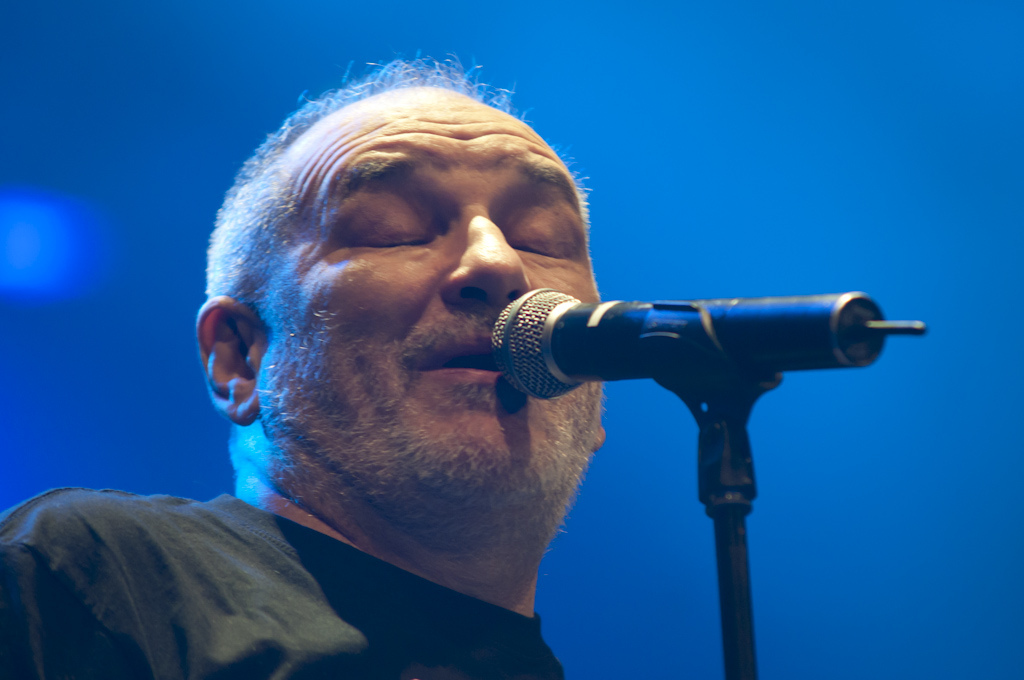
Koncert Balaševicia w Zagrzebiu (2010)

W 2000 Balašević uczestniczył w demonstracjach i protestach, które doprowadziły do upadku reżim  Miloševicia. W tym samym roku wydał najbardziej zaangażowany politycznie Devedesete, z udziałem saksofonisty Gabora Bunforda.
W 2004 współpracował z reżyserem Ljubišą Samardžiciem przy realizacji filmu Jesen stiže, dunjo moja, w którym znalazła się ballada Priča o Vasi Ladačkom, w nowej aranżacji. Sześć lat później zrealizował film Kao rani mraz, w którym wystąpili Daniel Kovačević, Rade Šerbedžija i córka Balaševicia, Jovana.
Zmarł w Nowym Sadzie, wskutek komplikacji wywołanych zarażeniem koronawirusem SARS-CoV-2 wywołującym chorobę COVID-19. 21 lutego, w dniu pogrzebu Balaševicia władze Nowego Sadu ogłosiły żałobę w mieście.

## Dyskografia

### Z zespołem Rani mraz
- 1979: Mojoj mami umesto maturske slike u izlogu
- 1980: Odlazi cirkus

### Solowe
- 1982: Pub
- 1983: Celovečernji The Kid
- 1985: 003
- 1986: Bezdan
- 1988: Panta Rei
- 1989: Tri posleratna druga
- 1991: Marim ja...
- 1993: Jedan od onih života...
- 1996: Na posletku...
- 2000: Devedesete
- 2001: Dnevnik starog momka
- 2004: Rani mraz

### DVD-V
- 2005:  Mater vetru

## Poezja
- 1998: Dodir svile
- Računajte na nas
- ...i od dva-tri akorda (jer ni ne umem bolje ja...)

## Życie prywatne
Balašević mieszkał w Nowym Sadzie z żoną Oliverą (z d. Savić), w tym samym domu, w którym spędził dzieciństwo. Miał troje dzieci: dwie córki (Jovanę i Jelenę) i syna Aleksa.